# Groupe d'armées von Mackensen
Pour les articles homonymes, voir von Mackensen.
Le nom de groupe d'armées von Mackensen est donné successivement à trois grandes unités conjointes des empires centraux pendant la Première Guerre mondiale, placées sous le commandement du général (puis Feld-maréchal) allemand August von Mackensen. Elles comprenaient des unités de l'Empire allemand, de l'Empire austro-hongrois, puis du royaume de Bulgarie et de l'Empire ottoman.

## Front de l'Est

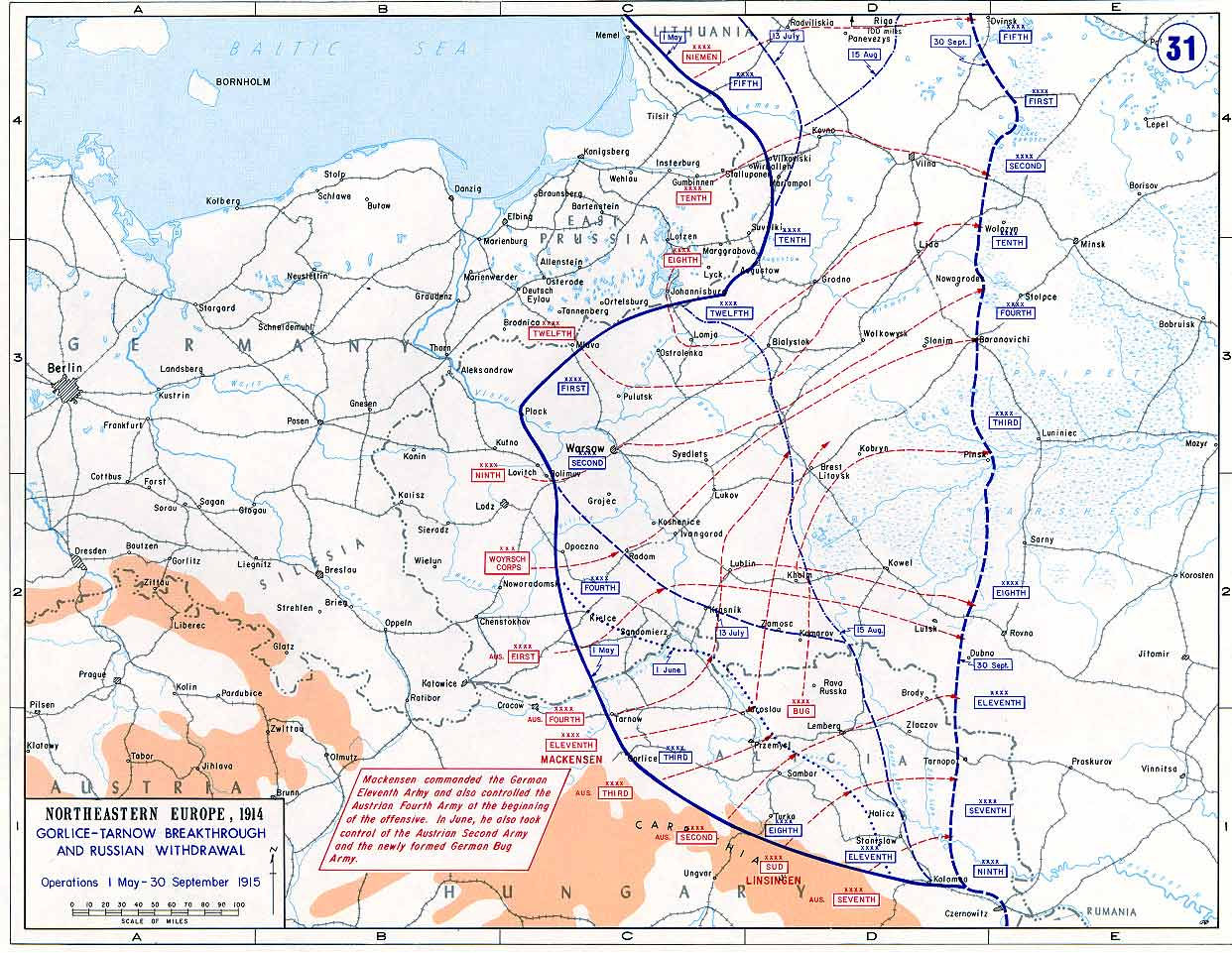
Le front de l'Est en 1915

Le 16 avril 1915, alors que les empires centraux préparent une offensive générale contre l'Armée impériale russe sur le front de l'Est, un nouveau groupe d'armées est créé sous la direction d'August von Mackensen, jusque-là chef de la
9e armée allemande. La 11e armée allemande, transférée du front de l'Ouest, est placée sous le commandement direct de von Mackensen. Elle prend position au sud de la 4e armée austro-hongroise commandée par l'archiduc Joseph-Ferdinand de Habsbourg-Toscane qui est subordonné de facto à von Mackensen.
En avril 1915, le groupe d'armées comprend comprend les unités suivantes :
- 11e armée allemande, placée sous le commandement direct de von Mackensen
  - XLIe corps de réserve allemand (général Hermann von François jusqu'au 29 juin 1915, puis Arnold von Winckler)
    - 81e et 82e divisions de réserve allemandes

  - Corps de la Garde (général Karl von Plettenberg)
    - 1re et 2e divisions de la Garde

  - 10e corps de réserve (général Otto von Emmich)
    - 19e et 20e divisions d'infanterie

  - 7e corps combiné bavaro-prussien (général Paul von Kneußl (de))
    - 11e division bavaroise
    - 119e division d'infanterie

  - VIe corps austro-hongrois (général Arthur Arz von Straußenburg)
    - 12e division d'infanterie austro-hongroise
    - 39e division de Honved

  - 11e division de cavalerie de Honved
- 4e armée austro-hongroise commandée par l'archiduc Joseph-Ferdinand de Habsbourg-Toscane
  - 62e division d'infanterie combinée (général Rudolf Stöger-Steiner von Steinstätten)
  - XIVe corps austro-hongrois (général Josef Roth von Limanowa-Łapanów (de))
    - 3e division d'infanterie austro-hongroise (Ernst Horsetzky)
    - 8e division d'infanterie austro-hongroise (Ludwig von Fabini)
    - 47e division de réserve allemande (Alfred von Besser)

  - IXe corps austro-hongrois (général Rudolf Králíček (de))
    - 10e division d'infanterie austro-hongroise (Artur von Mecenseffy (de))
    - 106e division d'infanterie austro-hongroise (Ernst Kletter)

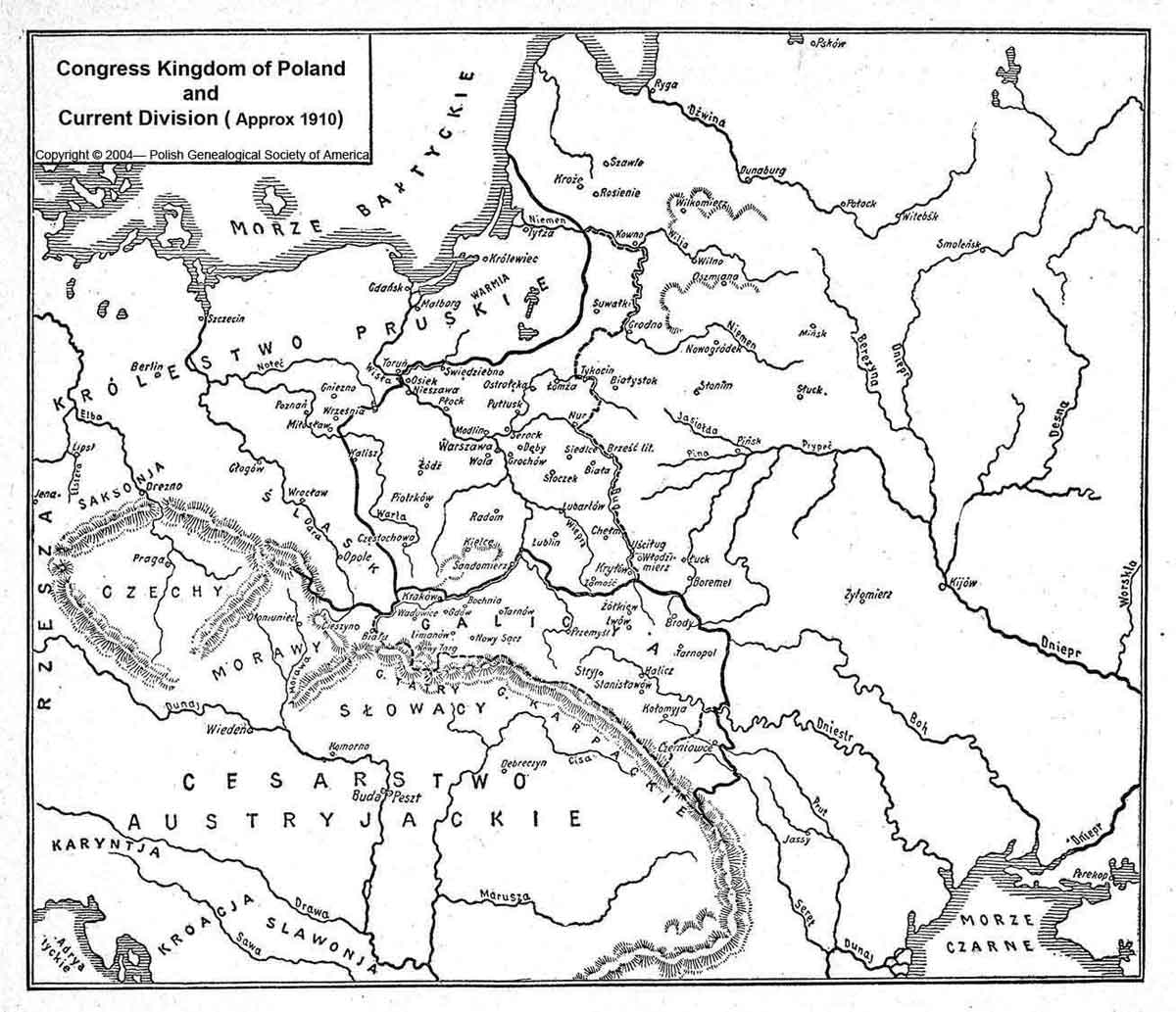
Pologne russe et Galicie austro-hongroise en 1910

À partir du 1er mai 1915, le groupe d'armées von Mackensen conduit l'offensive de Gorlice-Tarnów qui permet la reconquête de la Galicie austro-hongroise. Le quartier général du groupe d'armées est transféré à Jasło puis à Jarosław. Après la reprise de Przemyśl le 3 juin 1915 et de Lemberg (Lviv) le 22 juin, von Mackensen est promu au rang de Feld-maréchal.
L'entrée de l'Italie dans la Première Guerre mondiale et l'offensive italienne sur l'Isonzo, à partir du 23 juin 1915, entraînent le transfert sur le front italien d'une grande partie des unités austro-hongroise et la dissolution de la 3e armée austro-hongroise qui occupait le secteur au sud de celui du groupe d'armées von Mackensen. La 2e armée austro-hongroise (général Eduard von Böhm-Ermolli) est alors rattachée au groupe d'armées von Mackensen, de même que la nouvelle armée du Boug (général Alexander von Linsingen), unité conjointe germano-austro-hongroise créée le 8 juillet.
L'offensive du Boug, de juin à août 1915, permet de repousser les Russes vers le Boug. Pendant la Grande Retraite russe de l'été 1915, le quartier général du groupe d'armées von Mackensen est de nouveau déplacé à Lublin (8 août) puis à Biała[Lequel ?] (28 août), dans la Pologne russe.
Le 18 septembre 1915, von Mackensen reçoit le commandement d'un nouveau groupe d'armées sur le front des Balkans. Les forces des empires centraux sur le front russe sont réorganisées avec la création du nouveau groupe d'armées von Linsingen.

## Front des Balkans

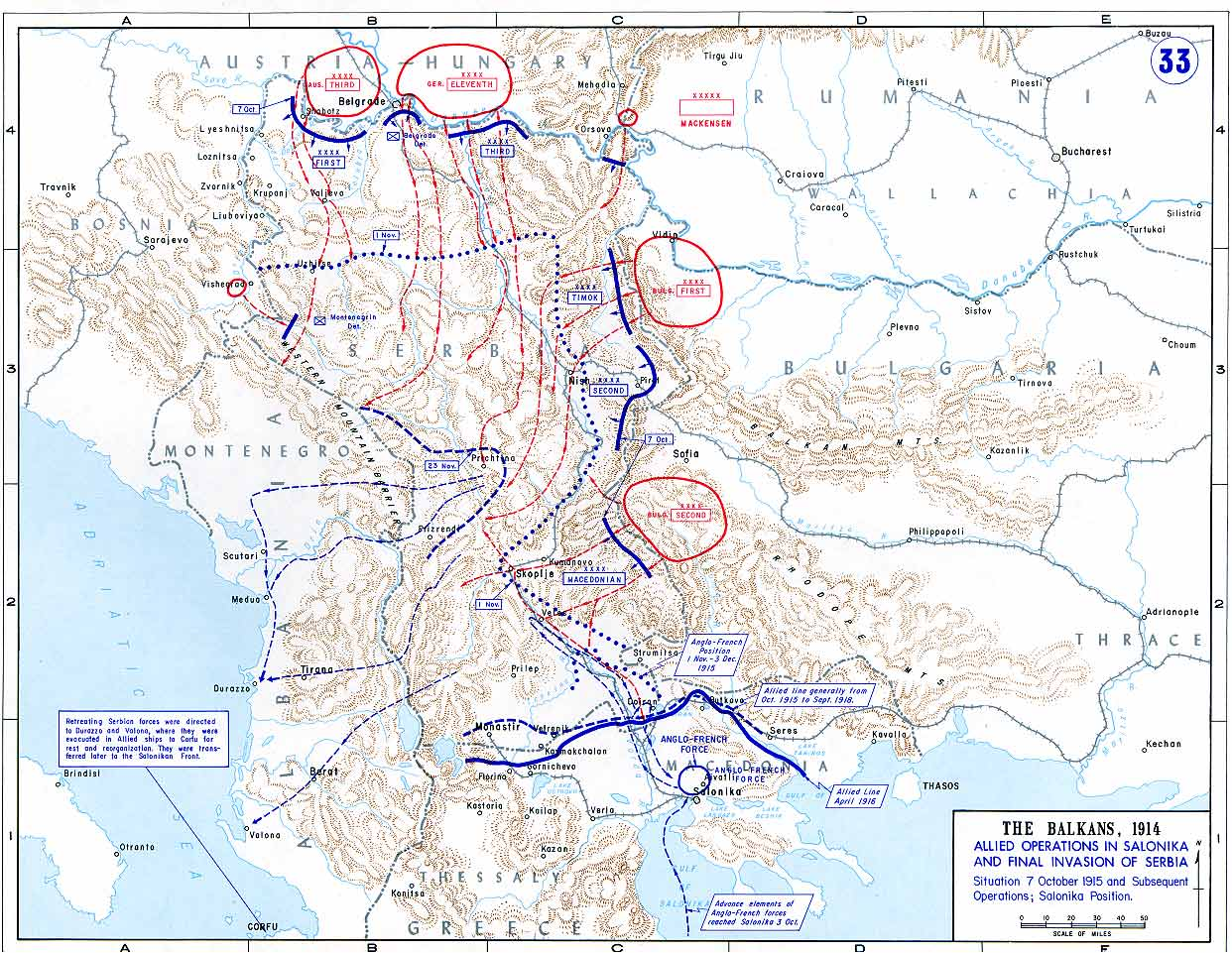
Campagne de Serbie, octobre 1915-janvier 1916

Après l'échec de la première offensive austro-hongroise contre la Serbie (juillet-décembre 1914), les empires centraux décident de reprendre les opérations avec des moyens plus importants : l'Allemagne apporte une forte contribution tandis que l'entrée imminente de la Bulgarie dans la Première Guerre mondiale aux côtés des empires centraux, crée une nouvelle pression sur la frontière orientale de la Serbie. Les empires centraux veulent éliminer la Serbie avant que le déploiement d'un corps expéditionnaire de l'Entente, qui débarque à Salonique à partir du 29 septembre 1915, ne vienne modifier le rapport de forces à leur détriment.
Le 18 septembre 1915, un nouveau groupe d'armées est constitué dans le Banat austro-hongrois comprenant une nouvelle 11e armée allemande sous les ordres de Max von Gallwitz et la 3e armée austro-hongroise commandée par Hermann Kövess von Kövesshaza. La 1re armée bulgare (en), commandée par Kliment Boyadjiev, sera ultérieurement rattachée au groupe d'armées von Mackensen. Les Austro-Hongrois auraient voulu exercer le commandement suprême sur le théâtre balkanique mais les Bulgares insistent pour que la direction des opérations revienne aux Allemands. L'état-major du groupe d'armées se compose de l'équipe ramenée de Pologne par von Mackensen, plus un petit groupe autour du général Richard Hentsch, chef du renseignement militaire allemand, et un appoint austro-hongrois représenté par l'officier de liaison, le colonel Julius Lustig-Prean von Preansfeld.
Au début de la campagne, le groupe d'armées von Mackensen comprend les unités suivantes :
- 11e armée allemande (Max von Gallwitz)
  - 4e corps de réserve allemand (général Arnold von Winckler)
    - 105e division allemande
    - 107e division allemande

  - 10e corps de réserve allemand (général Robert Kosch)
    - 101e division allemande
    - 103e division allemande

  - 3e corps d'armée allemand (général Ewald von Lochow)
    - 6e division allemande
    - 25e division de réserve allemande

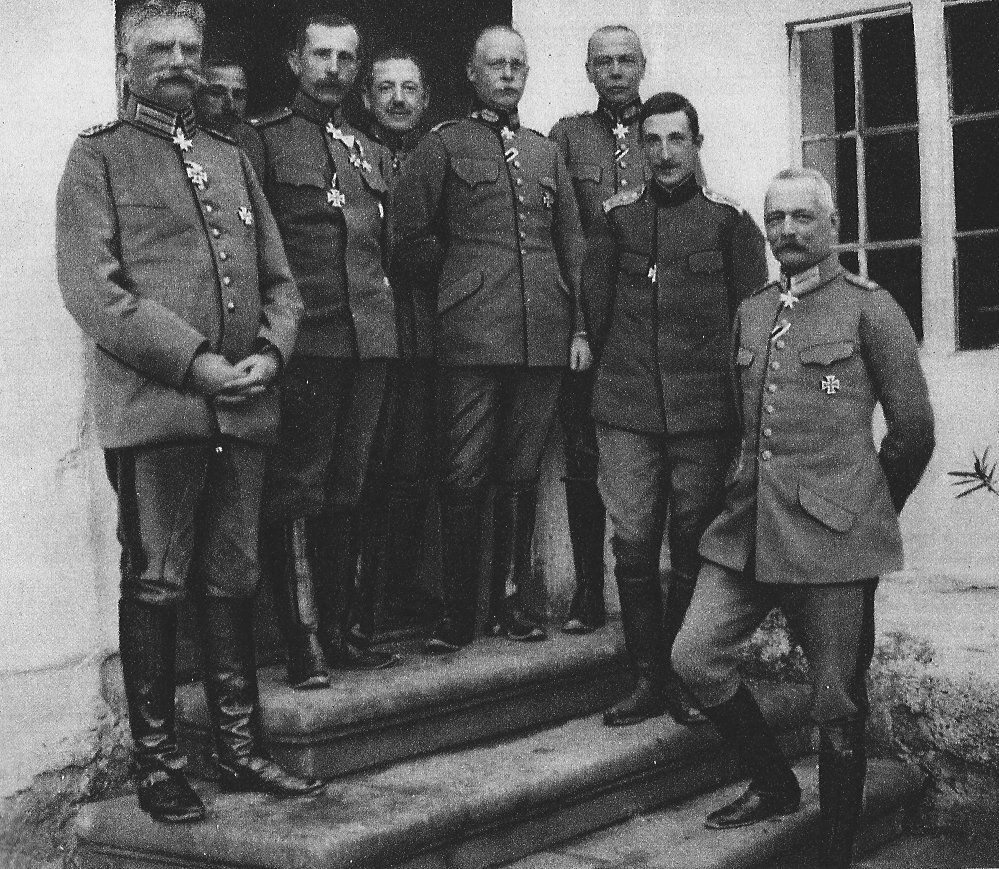
Commandement des empires centraux en Macédoine en 1915. De g. à dr. : Erich von Falkenhayn (All.), le prince Boris de Bulgarie, Hans von Seeckt (chef d'état-major de von Mackensen), général Gerhard Tappen (chef des opérations de von Mackensen), colonel Gantchev (Bulg.), Nicolas Jékov (commandant en chef de l'armée bulgare), un inconnu et August von Mackensen.

- 3e armée austro-hongroise (Hermann Kövess von Kövesshaza)
  - VIIIe corps austro-hongrois (Viktor von Scheuchenstuel)
    - 57e division d'infanterie austro-hongroise
    - 59e division d'infanterie austro-hongroise

  - 22e corps de réserve allemand (Eugen von Falkenhayn (en), frère du chef d'état-major général Erich von Falkenhayn)
    - 26e division allemande (Guillaume de Wurtemberg-Urach)
    - 43e division de réserve allemande
    - 44e division de réserve allemande

Le 6 octobre, les forces germano-austro-hongroises franchissent le Danube. Elles prennent Belgrade le 9 octobre. Les forces bulgares entrent en action le 11 octobre et déclenchent l'offensive générale contre la Serbie le 14 octobre. L'armée serbe, débordée, recule jusqu'à Kragujevac. La 3e armée austro-hongroise progresse le long des frontières du Monténégro et de l'Albanie tandis que les forces allemandes et bulgares font leur jonction en Macédoine pour empêcher les forces de l'Entente de franchir la frontière grecque. La retraite de l'armée serbe à travers l'Albanie (en) (novembre-décembre 1915), par les montagnes enneigées, coûte la vie à 200 000 soldats et civils serbes et monténégrins ; 155 000 seulement peuvent être évacués par les Alliés vers l'île de Corfou.
Fin novembre, les Allemands, estimant leurs objectifs atteints, retirent du front des Balkans 3 divisions sur 6. Ils ne souhaitent pas poursuivre leur avance vers Salonique, à la fois pour ne pas violer la neutralité de la Grèce et parce qu'ils estiment plus satisfaisant d'immobiliser plusieurs divisions franco-britanniques par leur seule présence. Pour leur part, les Austro-Hongrois, qui n'ont jamais apprécié de se trouver sous commandement allemand, se retirent unilatéralement du groupe d'armées le 20 décembre 1916 et constituent un front indépendant dans le sud de l'Albanie.
Au printemps 1916, le Haut état-major allemand envisage une attaque contre le camp de Salonique mais y renonce, compte tenu de l'importance des moyens qu'il doit engager par ailleurs dans la bataille de Verdun. En août 1916, le théâtre d'opérations balkanique passe sous l'autorité du haut commandement bulgare (général Nicolas Jékov) qui, profitant de la politique ambigüe de la Grèce dans la Première Guerre mondiale, organise l'offensive du Strymon et encercle le camp de Salonique.
Le 11 octobre 1916, un nouveau groupe d'armées germano-bulgare (Heeresgruppe Below) est constitué sur le front de Salonique sous le commandement du général allemand Otto von Below. Le 23 avril 1917, il devient le Heeresgruppe Scholtz sous un nouveau chef, Friedrich von Scholtz. Après la défaite bulgare et l'armistice de Thessalonique (29 septembre 1918), les restes du groupe d'armées se replient vers le Danube.

## Front de Roumanie

Campagne de Roumanie, septembre-octobre 1916

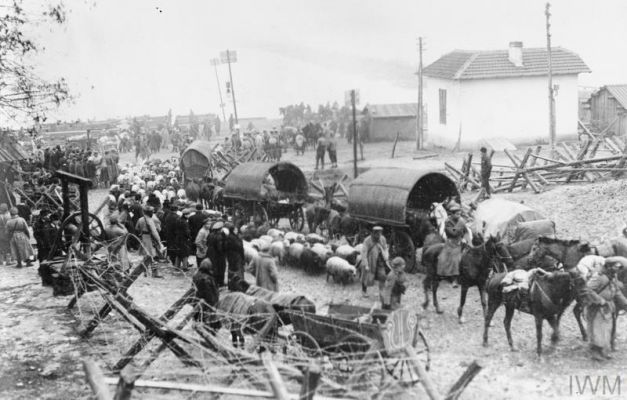
Troupes allemandes et bulgares près de Constanța, 1916

Pendant l'été 1916, les empires centraux se préparent à une éventuelle entrée de la Roumanie dans la Première Guerre mondiale du côté de l'Entente. Le 28 juillet, les états-majors allemand, austro-hongrois et bulgare concluent un accord, auquel se joindra un peu plus tard l'Empire ottoman, qui prévoit qu'en cas d'invasion de la Transylvanie austro-hongroise par l'armée roumaine, les Bulgares répliqueront par une invasion de la Dobroudja roumaine.
Le 28 août 1916, alors que l'entrée en guerre est effective, le maréchal von Mackensen prend le commandement du troisième groupe d'armées qui porte son nom. Le 2 septembre, ce groupe prend l'offensive en Dobroudja. Les 23-24 novembre, avec le soutien d'unités du génie austro-hongrois, il franchit le Danube à Svichtov et contribue à la prise de Bucarest qui tombe le 6 décembre. Le groupe d'armées von Mackensen comprend les unités suivantes :
- 3e armée bulgare (en) (général Stefan Toshev jusqu'au 25 novembre 1916 puis Stefan Nerezov (en) jusqu'au 30 juillet 1917) ;
  - 1re division d'infanterie "Sofia"
  - 4e division d'infanterie "Preslav"
  - 6e division d'infanterie "Vidin"
  - 1re division de cavalerie
  - 5e brigade de cavalerie
  - Armée du Danube germano-bulgaro-ottomane (Generalkommando 52, général Robert Kosch) ;
    - 217e division d'infanterie allemande (général Paul von Liebeskind)
    - Division de cavalerie combinée (général Hans von der Goltz)
    - 1re et 12e division d'infanterie bulgares (à partir de novembre 1916)

  - VIe corps d'armée ottoman (général Mustafa Hilmi Pacha).
    - 25e division d'infanterie ottomane (mi-septembre)
    - 16e division d'infanterie ottomane (fin octobre)
    - 26e division d'infanterie ottomane (rattachée à l'armée Kosch en novembre 1916 puis au VIe corps ottoman au début de 1917)[3]

## Sources et bibliographie
- (de) Cet article est partiellement ou en totalité issu de l’article de Wikipédia en allemand intitulé « Heeresgruppe Mackensen » (voir la liste des auteurs) dans sa version du 16 octobre 2016.